# Kiện tướng cờ vua
Một kiện tướng cờ vua là một người chơi cờ vua đủ khả năng để đánh bại những người chơi trình độ cao khác và thường chiếm ưu thế trước phần lớn những người chơi nghiệp dư. Những kỳ thủ mạnh thể hiển trình độ của họ trong các ván đấu, sẽ được nhiều người biết đến hơn qua việc trở thành một kiện tướng cờ vua.
Khi cờ vua trở nên phổ biến vào cuối thế kỷ 19, cụm từ này được sử dụng bởi một số tổ chức. Ví dụ, ở Đức, có một giải đấu được tài trợ diễn ra hàng năm, giải Hauptturnier, nhà vô địch của giải sẽ được trao tặng danh hiệu Kiện tướng Quốc gia. Emanuel Lasker, người sau này trở thành Nhà Vô địch Cờ vua Thế giới, được phong danh hiệu kiện tướng lần đầu tiên ở giải đấu này.
Liên đoàn Cờ vua Thế giới (FIDE - Fédération Internationale des Échecs) nhận thấy sự cần thiết trong việc sáng lập ra một danh hiệu mới cao hơn danh hiệu "Kiện tướng Quốc gia". FIDE tạo ra danh hiệu Đại kiện tướng và Kiện tướng Quốc tế, trao cho những kỳ thủ đạt được thành tích nhất định theo quy định của FIDE. FIDE cũng sáng lập ra danh hiệu Kiện tướng FIDE - danh hiệu kiện tướng thấp nhất được trao tặng.
Trong lĩnh vực cờ vua qua thư tín, Liên đoàn Cờ vua qua thư tín Quốc tế trao tặng danh hiệu "Kiện tướng quốc tế", "Kiện tướng Quốc tế Cao cấp" và "Đại kiện tướng".
Liên đoàn Cờ vua Hoa Kỳ (USCF) trao tặng danh hiệu Kiện tướng Quốc gia cho bất cứ kỳ thù nào có hệ số USCF trên 2200 và danh hiệu "Kiện tướng Cao cấp" (Senior Master) cho kỳ thủ có hệ số USCF trên 2400. USCF cũng trao danh hiệu Life Master cho kỳ thủ có hệ số ELO cao hơn 2200 và có 300 trận hoặc nhiều hơn trong sự nghiệp.
Ở Hoa Kỳ, danh hiệu "Kiện tướng Quốc gia" được giữ vĩnh viễn, bất chấp hệ số USCF của kiện tướng đó thấp hơn 2200. Tháng 8 năm 2002, điều này được đưa vào luật của USCF "Bất cứ thành viên USCF nào có hệ số trên 2200 đã chứng tỏ được đẳng cấp và được tự đông trao tặng vĩnh viễn danh hiệu Kiện tướng Quốc gia."

## Liên kết
- USCF rating classes
- Chess Master rating-vs-age plot